# Пономарёв, Григорий Григорьевич
Григо́рий Григо́рьевич Пономарёв (1910—1989) — советский белорусский партийный и государственный деятель, министр хлебопродуктов и заготовок БССР, первый секретарь Гродненского обкома КПСС (1958—1962).

## Биография
Родился в 1910 году в деревне Брусовец.
Участник Великой Отечественной войны.
- 1945—1948 — 1-й секретарь Юратишковского районного комитета КП (б) Беларуси (Молодечненская область).
- 1948—1950 — секретарь Молодечненского областного комитета КП (б) Беларуси.

Окончил ВПШ при ЦК КПСС в 1953 году.
- 1953—1954 — заведующий Промышленно-транспортного отдела Гродненского областного комитета КП Беларуси.
- 1954 — февраль 1958 — 2-й секретарь Гродненского областного комитета КП Беларуси.
- Февраль 1958 — апрель 1962 — 1-й секретарь Гродненского областного комитета КП Беларуси.
- Апрель 1962 — апрель 1965 — 1-й заместитель министра производства и заготовок сельскохозяйственных продуктов Белорусской ССР.
- Апрель 1965 — апрель 1969 года — председатель Государственного комитета СМ Белорусской ССР по хлебопродуктам и комбикормовой промышленности.

С апреля по октябрь 1969 года — министр хлебопродуктов Белорусской ССР.
С октября 1969 по февраль 1974 года — министр заготовок Белорусской ССР.